# 谷村新興製作所硬式野球部
谷村新興製作所硬式野球部（やむらしんこうせいさくじょこうしきやきゅうぶ）は、岩手県花巻市に本拠地を置き、日本野球連盟に加盟していた社会人野球の企業チームである。1976年11月に解散した。
運営母体は、産業機械メーカーの新興製作所。

## 概要
1970年創部。
1975年、チーム結成6年目で都市対抗野球に初出場。翌年も2年連続で出場し、初勝利をあげたが、その年限りで活動を休止した。

## 沿革
- 1970年 - 岩手県花巻市を本拠地に置き、『谷村新興』として創部。
- 1975年 - 都市対抗野球に初出場。
- 1976年 - 都市対抗野球に連続出場するも、11月に活動停止。

## 主要大会の出場歴・最高成績
- 都市対抗野球大会 - 出場2回